# Servaea murina
Servaea murina är en spindelart som beskrevs av Simon 1902. Servaea murina ingår i släktet Servaea och familjen hoppspindlar. Inga underarter finns listade i Catalogue of Life.